# 31531 ARRL
أي أر أر أل (ويعرف أيضًا باسم 31531 أي أر أر أل وفق تسمية الكوكب الصغير) (بالإنجليزية: ARRL)‏ هو كويكب ضمن حزام الكويكبات؛ وترتيبه 31531 من حيث الاكتشاف.
اكتُشف هذا الجُرم الفلكي بواسطة سبيس واتش في 9 فبراير 1999.

## وصلات خارجية
- 31531 ARRL في قاعدة بيانات مختبر الدفع النفاث لأجرام النظام الشمسي الصغيرة

- الاكتشاف · مخطط المدار ·  العناصر المدارية · المعلمات المادية

- 31531 ARRL على موقع ويكي سكاي: DSS2, SDSS, GALEX, IRAS, Hydrogen α, X-Ray, Astrophoto, Sky Map, Articles and images